# 28. ceremonia wręczenia Europejskich Nagród Filmowych

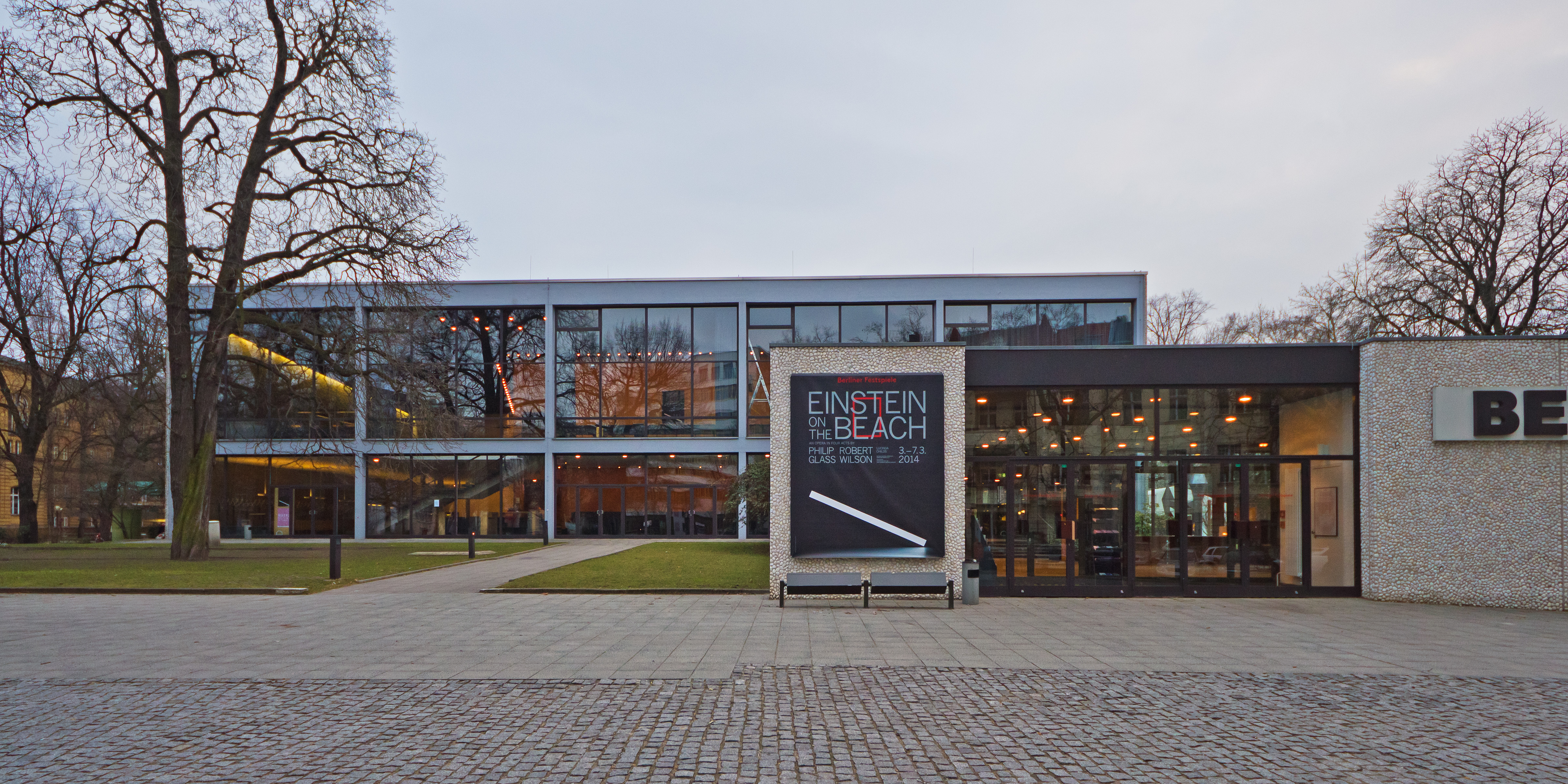
Das Haus der Berliner Festspiele, miejsce wręczenia nagród tegorocznej edycji.

28. ceremonia wręczenia Europejskich Nagród Filmowych odbyła się 12 grudnia 2015 roku w Berlinie.
Nominacje do nagród zostały ogłoszone 8 listopada, podczas 12. Europejskiego Festiwalu Filmowego w Sewilli.

## Laureaci i nominacje
Laureaci nagród wyróżnieni są wytłuszczeniem

### Najlepszy Europejski Film
- /// Młodość, reż. Paolo Sorrentino
  - //// Lobster, reż. Jorgos Lantimos
  - // Mustang, reż. Deniz Gamze Ergüven
  - / Barany. Islandzka opowieść, reż. Grímur Hákonarson
  -  Victoria, reż. Sebastian Schipper
  - /// Gołąb przysiadł na gałęzi i rozmyśla o istnieniu, reż. Roy Andersson

### Najlepszy Europejski Film Komediowy
- /// Gołąb przysiadł na gałęzi i rozmyśla o istnieniu, reż. Roy Andersson
  - / Rozumiemy się bez słów, reż. Éric Lartigau
  - // Zupełnie Nowy Testament, reż. Jaco Van Dormael

### Najlepszy Europejski Reżyser
- Paolo Sorrentino − Młodość
  -  Małgorzata Szumowska − Body/Ciało
  -  Jorgos Lantimos − Lobster
  -  Nanni Moretti − Moja matka
  -  Roy Andersson − Gołąb przysiadł na gałęzi i rozmyśla o istnieniu
  -  Sebastian Schipper − Victoria

### Najlepsza Europejska Aktorka
- Charlotte Rampling − 45 lat
  -  Margherita Buy − Moja matka
  -  Laia Costa − Victoria
  -  Alicia Vikander − Ex Machina
  -  Rachel Weisz − Młodość

### Najlepszy Europejski Aktor
- Michael Caine − Młodość
  -  Tom Courtenay − 45 lat
  -  Colin Farrell − Lobster
  -  Christian Friedel − 13 minut
  -  Vincent Lindon − Miara człowieka

### Najlepszy Europejski Scenarzysta
- Jorgos Lantimos i Eftimis Filipu − Lobster
  -  Radu Jude i Florin Lazarescu − Aferim!
  -  Alex Garland − Ex Machina
  -  Andrew Haigh − 45 lat
  -  Roy Andersson − Gołąb przysiadł na gałęzi i rozmyśla o istnieniu
  -  Paolo Sorrentino − Młodość

### Najlepszy Europejski Operator
(Nagroda imienia Carlo Di Palma)
- Martin Gschlacht − Widzę, widzę

### Najlepszy Europejski Kompozytor
- Cat's Eyes − Duke of Burgundy. Reguły pożądania

### Najlepszy Europejski Scenograf
- Sylvie Olivé − Zupełnie Nowy Testament

### Najlepszy Europejski Kostiumolog
- Sarah Blenkinsop − Lobster

### Najlepszy Europejski Montażysta
- Jacek Drosio − Body/Ciało

### Najlepszy Europejski Dźwiękowiec
- Vasco Pimentel i Miguel Martins − Tysiąc i jedna noc

### Najlepszy Europejski Film Animowany
- //// Sekrety morza, reż. Tomm Moore
  -  Adama, reż. Simon Rouby
  - / Baranek Shaun, reż. Richard Starzak i Mark Burton

### Najlepszy Europejski Film Dokumentalny – Prix ARTE
- Amy – Asif Kapadia
  - // Taniec z Marią – Ivan Gergolet
  - /// Scena ciszy – Joshua Oppenheimer
  - / Syryjska love story – Sean McAllister
  - / Toto i jego siostry – Alexander Nanau

### Europejskie Odkrycie Roku
- // Mustang – Deniz Gamze Ergüven
  -  Widzę, widzę – Veronika Franz i Severin Fiala
  - / Limbo – Anna Sofie Hartmann
  - / Slow West – John Maclean
  - / Im Sommer wohnt er unten – Tom Sommerlatte

### Nagroda Publiczności (People’s Choice Award)
- Stare grzechy mają długie cienie, reż. Alberto Rodríguez
  - /// Gołąb przysiadł na gałęzi i rozmyśla o istnieniu, reż. Roy Andersson
  - /// Turysta, reż. Ruben Östlund
  -  Lewiatan, reż. Andriej Zwiagincew
  -  Samba, reż. Olivier Nakache i Eric Toledano
  -  Za jakie grzechy, dobry Boże?, reż. Philippe de Chauveron
  - / Gra tajemnic, reż. Morten Tyldum
  -  Sól ziemi, reż. Wim Wenders i Juliano Ribeiro Salgado
  -  Victoria, reż. Sebastian Schipper
  - // Biały Bóg, reż. Kornél Mundruczó

### Nagroda Młodej Publiczności
- Niewidzialny chłopiec, reż. Gabriele Salvatores
  - / Moja chuda siostra, reż. Sanna Lenken
  -  Tak jak ja, reż. Mark Noonan

### Nagroda Przewodniczącego i Rady Europejskiej Akademii Filmowej
- Michael Caine[3]

### Europejska Nagroda Filmowa za Całokształt Twórczości
- Charlotte Rampling[4]

### Nagroda za Osiągnięcia w Światowej Kinematografii – Prix Screen International
- Christoph Waltz

### Nagroda dla koproducentów – Prix EUROIMAGE
- Andrea Occhipinti